# Autentikus kínai harcművészet
Az autentikus vagy tradicionális (kínai írásjegyekkel:传统， pinjin: chuan tong, magyaros kiejtéssel: csuan tong, azaz „eredeti”) kínai harcművészet azokat a stílusokat foglalja magában, amelyek tanításai, technikái és módszerei a keletkezés óta nem változtak. Az autentikus kínai stílusok közös jellemzői:
- egy vallásalapító - „Nagy Tanító” – ideológiáját követik (ld.: buddhizmus, taoizmus), azonban egyik iskola sem végez térítő tevékenységet.
- mélyen gyökerezik a kínai kultúrában, tanításai gyakran filozófiai magaslatokig törnek.

Az autentikus kínai stílusok jól működő - harci értékeiben kimagasló - technikákból állnak, sajátosságaik a szemléletben tükröződnek: a tartalom és a forma együttesen értékesek. Egy autentikus kínai harcművészeti stílus gyakorlásának hagyományos iskola ad otthont. Az Iskola közösség, mely egészen az alapító mesterig vezethető vissza és mindig a „Végső Tanítás átadásáról” szól. Mester-tanítvány láncolaton keresztül valósul meg, elméletben a szent iratokra, tanításokra, gyakorlatban pedig a Mester útmutatásaira támaszkodik. A Közösségen belül a Végső Tanítást csupán egy tanítvány kapja meg, amely tanítás idővel semmit sem változik. A későbbi Mesterek nem alakítanak át és nem keverik más stílussal, nem változtatnak. Nem követik a divat hullámzását, ezért talán ma nem népszerű stílusok. A tanítvány gyakorlása során a megtapasztalásra törekszik, a Mester (a Közösség vagy Iskola) az azonos tanítások követésén és a közös gyakorláson túl nem köti semmilyen kizárólagos, előre megírt formához.

## A gyakorlás - tradíció és hagyományőrzés
a hagyományok és az autentikusság
A régi kínai közösségekben a tapasztalat a tudás forrásának számít, mely felbecsülhetetlen érték. Nagy tapasztalattal és tudással rendelkező Mester könnyen átlátja a dolgok valódiságát (a nagy természet, az égi jelenségek, az évszakok változása, a qi keringése és összhangja stb.…) Tapasztalatai bölcsen átgondolt összessége képzi a tudása alapját. Az autentikus harcművészetek Mesterei napjainkban is felismerik a hagyományok hordozta tapasztalatok értékeit. Bármely irányzatról legyen is szó, az autentikusság az egyik legfontosabb tényező: bölcsek, mesterek ezreinek számtalan nemzedéke által összegyűjtött tapasztalatból alakulva. A Mesterek úgy tekintenek örökül kapott hagyományokra, mint felbecsülhetetlen kincsre, amelyet pénzért nem lehet megvásárolni. Módszerek, amelyeket évezredeken keresztül a hit és a gyakorlati tapasztalat formált, gyakran veszélyesek, ha egyedül gyakorolják (illetve ha sokan, hiszen ekkor nem alakul ki az a fajta kapcsolat, amelyet közvetlen Mester Tanítvány kapcsolatnak is hívunk).
Az autentikus stílusok oktatása nem populáris gyakorlás. A Közösségben (Iskolában) nem lehetnek sok százan tanítványok, a Mesterrel közösen gyakorlók száma korlátozott. A „Végső Tanítás átadása” élő hagyomány. „Szívből szívbe” történik. Nem folyamatként fogható fel, hanem két időbeli pont, illetve két személy közötti viszonyként (a Mester és a Tanítvány). Az autentikus harcművészet egyik jellegzetessége, hogy a készség és képesség kialakítását helyezi előtérbe. Így hát nem léteznek előre megírt formagyakorlatok, nincsenek övek és nincsenek rangok. Azonban vannak következetes módszerek, kiforrott alapgyakorlatok, adott az „Út” minden gyakorló számára. Mester és Tanítvány létezik tehát, mely különleges és termékeny kapcsolatban a Tanítvány mesterré válik. A tartalom az évszázadokon keresztül öröklött tanítások, módszerek, azok amelyek által a forma lényeggel telik meg. A gyakorlás során nem csak értenie, hanem meg is kell tapasztalnia azokat.
Az autentikus harcművészetben a Mester-Tanítvány láncolat egészen az Alapító Mesterig vezethető vissza.
Az autentikus stílusokban a gyakorlás a kiteljesedésért zajlik, amely a Wude (武德) beteljesítésével veszi kezdetét. A harci moralitásként vagy harci tudatként is fordítható fogalom két kalligráfiával írható: elsőként a „wu” (武) jele, amely „harcos”, vagy „harci”-, másodikként a „de” (德) szó moralitást jelent. Wude (武德) gyakorlati jelentése azonban kettős: igaz cselekvésként és valódi tudatként is magyarázható. Az elsőt a Tanítvány a hétköznapi életben, a gyakorlásban tartja meg. A második így segítségére lesz, mely a belső harmóniát erősíti meg az érzelmi tudat (Xin, 心) és a szabad tudat (Yi, 慧) közt. Ha ez beteljesül, a Tanítvány megvalósítja a Wuji állapotát (無極, taoista harci művészeteknél wu wei-nek is mondják), így már Mesterré válhat, a Végső Tanítás birtokában.

## Az autentikus stílusok napjainkban
A kínai harcművészet évezredes történelme során a fejlődés több irányban indult el - ezért különböztetünk meg napjainkban autentikus harcművészeti stílusokat. Megjelentek az északi (北拳) és déli (南拳) stílusok, kialakultak a külső (外丹拳) és belső (内丹拳) irányzatok a három nagy vonal mentén: családi irányzatok (家, jiā), szekták (派, pai) és az iskolák (門, men) közt. Számos stílus is több változatban van jelen, hiszen Mesterei gyakran tettek hozzá és vettek el belőle, formálták, alakították azokat. Jó példa erre a TaiJi Quan művészete, amely számos stílust alkotott az idők során (Wu-, Chen-, Yang-, Sun) és ezeken belül is markáns eltérések fedezhetők fel.
Az autentikus kínai stílusok napjainkban eltűnőben vannak. A globalizálódás, a reklámok és a fogyasztói társadalom egyáltalán nem kedvez ezen értékes és csodálatos harcművészetek fennmaradásának. A legfontosabbak problémák között az alábbiakat emelhetjük ki:
- Globalizálódás. Szövetségek jönnek létre, amelyek szívesen egyesítenek iskolákat, stílusokat annak érdekében, hogy "életképesebbé" váljanak e társadalomban (hiszen megjelenik a konkurencia fogalma is). Ahhoz, hogy egy nagy szervezet működjön, szabályokra van szükség, olyan irányelvekre, amelyek alapvető működését (így a gyakorlásokat is), tevékenységeit szabályozzák. Szinte kivétel nélkül igaz: e szabályok nem feleltethetőek meg az autentikus harcművészetek gyakorlásainak, azoknak a morális és íratlan szabályoknak, amelyek évszázadokon keresztül a hatékony Mester-Tanítvány viszonyt jellemzik.
- A sport és versenyek. Mindennapossá vált a szövetségek tagintézményei közti versengés, amelyre modern szabályok vonatkoznak. Az ilyen versenyek társadalmi eseményekké nőttek, ahol az ügyesség, a technikai tudás azaz minden olyan képesség, amely világosan látható - került előtérbe. A gyakorlók feladata tehát a látványosság minél magasabb szintű elérése, így a stílusok és irányzatok komoly átalakuláson mennek keresztül. Napjainkban megkülönböztetünk küzdősportokat és harci művészeteket. Ez utóbbi kicsit közelebb áll az autentikus harci művészetekhez.
- „Minél több tanítvány”. Ha minél több gyakorló tartozik egy szövetséghez vagy iskolához, az annál nagyobb bevételt ér el. A mai világot a pénz mozgatja, ha tehát kevés a gyakorló, életképtelenné válhat egy nagy szervezet. A „sok mester - sok tanítvány” típusú gyakorlások teljesen más alapokon működőképesek.
- Fogyasztói társadalom. A társadalomra a reklámok hatnak igazán, amelyek vásárlásra, fogyasztásra buzdítják az embereket a nap minden szakában. A felgyorsult modern világ, a reklámok, a szüntelen változó divat és divatirányzatok a harci művészetek világát is közvetett módon befolyásolják.

Napjainkban a fentiek hatására egyre kevesebben kezdenek bele olyan tanulmányokba, amely talán évtizedekig tart, amelyek szemlélete eltér a sport vagy küzdősport szemléletétől, és más, mint a nyugati szemlélet. Az autentikus kínai harcművészet világa régi, tradicionális világ. A Mester feladata a „Végső Tanítás” átadása, a hagyomány megőrzése.

## Autentikus kínai stílusok
Általában a belső vagy átmeneti irányzatok közt fellelhetőek még autentikus kis iskolák, közösségek. Felbecsülhetetlen munkát végeznek, őrzői annak a tanításnak, amely az "aranykorban" a stílus születése időszakában segítette a tanítványok fejlődését. Azon tanítványokét, akik legendás mesterekké váltak.
- Bafaquan (八法拳)
- Taijiquan
- Xing-I Quan
- Baguazhang (八卦掌; Bagua Zhang)
- Liuhebafa Chuan (六合八法; Liu He Pa Fa, Lok Hup Ba Fa)
- San Huang Pao Chui (三皇炮捶)
- Rou Quan (柔拳)
- Rou Gong Quan (柔功拳), (Bai Mei Quan stílussal ötvözött dél-kínai változata 1950-es évektől van jelen Yau Kung Mun néven)
- Zu Yin Men
- Da Cheng Quan (大成拳)